# Вида Јоцић
Видосава Вида Јоцић (Скопље 1921 — Београд 10. јануар 2002) била је српска вајарка.

## Биографија
Са сестрама се 1941. године прикључила Ваљевском партизанском одреду. Сестра Оливера Вера Јоцић погинула је 1944. Проглашена је за Народног хероја, а споменик је урадила Вида Јоцић који је подигнут у Скопљу. Вида Јоцић је заробљена 1942. и одведена у логор Бањица, затим у Аушвиц где је добила број 49865 и у Равенсбрик у коме је дочекала ослобођење.
Завршила је Високу филмску школу у Београду 1949. Дипломирала на вајарском одсеку Академије ликовних уметности у Београду коју студирала од 1950. до 1955. код проф. Јована Кратохвила, Стевана Боднарова, Сретена Стојановића, Лојза Долинара.
Одржала је 30 самосталних изложби и више од 200 колективних у земљи и иностранству.
Начинила је споменике у Ваљеву, Скопљу, Чачку и Новом Саду, а скулптуре у јавном простору у Острошцу и Аранђеловцу. Израдила је неколико биста народних хероја. Групу од 40 скулптура 'Апел за мир' поклонила је граду Београду.

## Изложбе (избор)
- 1958. „Аушвиц 49865“, Галерија Гтрафичког колектива, Београд
- 1959. „Аушвиц 49865“, Салон Трибине младих, Нови Сад, Варшава, Краков
- 1960. Осло, Gallery Grabowski, London
- 1962. Културни центар, Београд
- 1963. Народни музеј, Вршац
- 1964. Ваљево
- 1966. Сомбор
- 1968. Клуб ратних војних инвалида, Скопље
- 1969, Музеј НОБ-а, Ваљево
- 1971. „Апел“, Дом омладине, Београд
- 1972. Галерија Дома ЈНА, Београд[1]
- 1975. Галерија Дома ЈНА, Београд
- 1987. „Апел“, Музеј Равенсбрик, Равенсбрик
- 1993, „Апел за Мир“, Галерија УЛУС-а Београд
- 1999. „Апел за мир“, ЦЗКД, Београд
- 2002. Модерна галерија, Ваљево